# Václav Kleych
Václav Klejch, v původním pravopise Kleych či Gleych (23. září 1682 Lažany – 11. srpna 1737 Necpaly, dnešní Slovensko), byl český písmák, exulant a především editor a nakladatel protestantské literatury, kterou současně tajně šířil jako kolportér do Čech, na Moravu a Horních Uher. Působil v Žitavě, kde rozvinul velkorysou vydavatelskou činnost. Jím vydávané knihy kapesního formátu jsou označovány jako tzv. špalíčky.

## Život
Pocházel z vesnického prostředí východních Čech z oblasti, kde bylo hojně rozšířeno tajné nekatolictví. Sám vedle hospodářské a zemědělské činnosti, k níž byl svým sociálním původem předurčen, jevil zájem o náboženskou literaturu. Intenzivně studoval bibli a nekatolické spisy, zaujaly ho přežívající tradice historické jednoty bratrské. Protože mu v jeho době hrozil za jakkoliv projevované sympatie vůči nekatolickým konfesím postih, odešel v roce 1705 s manželkou a dvěma dcerami do exilu do hornolužické Žitavy, kde žila velká komunita českých nekatolíků. Zde se nejprve živil nádenickou prací, poté se domohl skromného hospodářství (v dobové terminologii byl "zahradník"), jeho žena předla přízi pro tkalce.
Když se mu podařilo alespoň ve skromném rozsahu zabezpečit vlastní rodinu a samostudiem prohloubil znalosti německého a latinského jazyka, začal se nejpozději od roku 1708 věnovat vydavatelské činnosti. Šířil nekatolické české spisy, nechával tisknout jak starší (předbělohorská) díla, tak překlady novější luteránské literatury a tyto knihy poté sám formou kolportáže distribuoval. Centrem jeho vydavatelské činnosti byla Žitava, kde pro něj tiskl především Michal Hartmann. Pro distribuci knih získal řadu spolupracovníků v Čechách, na Moravě, ve Slezsku a na Slovensku. Zatímco v Čechách a na Moravě bylo šíření nekatolické literatury zakázáno a Kleychovi hrozilo zatčení (opakovaně se stalo, že byl na takové cestě chycen, uvězněn a knihy mu byly zkonfiskovány), ve Slezsku a na Slovensku měl svobodnější podmínky a dokonce obdržel pro omezenou distribuci literatury císařské povolení (v Těšíně mohl např. po celý rok pod patronací zdejšího pietistického faráře Jana Muthmanna prodávat knihy u kostelního hřbitova). Během jedné takové cesty v Necpalech nedaleko Martina onemocněl na skvrnitý tyfus a zemřel. Byl zde pochován u starého evangelického kostela.

## Dílo
Sám knih nenapsal mnoho, i některé předmluvy mu psal přítel a rádce Pešek. Sepsal pouze několik sbírek modliteb
Kleychem vydaných knih (špalíčků) je mnoho, při některých není udán ani rok, místo tisku ani nakladatel. Byly to především dvakrát Nový zákon (1720), k němuž předmluvu se jménem Kleychovým k tisku upravil Kristián Pešek; Konfessí čili vyznání víry Augsburské (1720); Korunka nebo vínek panenský (1720); Havla Žalanského O ctnosti anjelské (1724); Pavla Jakobei Modlitební poklad (1732); Agenda čili práce církevní (1734); velké a malé zpěvníky čili Kancionály (první 1717), které byly dlouho užívány českými a slovenskými evangelíky. Tyto kancionály jsou vedle díla Jiřího Třanovského nejvýznamnějším příkladem barokní protestantské písňové tvorby. Dále vydal mnohé velké a malé modlitby, katechismy (podle učení Martina Luthera); Manha čili Obrana evangelicko-luteránského učení o večeři Páně, české slabikáře (s modlitbami) aj. Svou vydavatelskou činností značnou měrou v 18. století přispěl k rozšíření českých knih a evangelické víry v Čechách, na Moravě, ve Slezsku a na Slovensku.
Jeho knihtiskařským znakem bylo srdce protknuté mečem a znamenané křížem, z něhož vyrůstají tři růže a pod nímž rozevřena kniha. Kleychovi knihy byly oblíbené a mnoho z nich se za několik let dočkalo řady vydání. Za příčinou literárních styků udržoval také Kleych přátelské styky s vynikajícími muži: s Danielem Krmanem a Samuelem Michaelidesem na Slovensku a Muthmannem v Těšíně.
V současném (2011) Evangelickém zpěvníku, který ČCE přijala do užívání roku 1979, je obsažen jeden text Václava Kleycha, píseň Když má hodina nastane (pod č. 527).